# Johann von Mühlen
Johann Jakob Mühlen, seit 1733/1740 von Mühlen (* 5. Oktober 1702 in Frankfurt am Main; † 8. September 1763 in Kauern im Landkreis Greiz) war Generalmajor in der Hessen-kasselschen Armee und Kommandant der Festung Ypern im belgischen Flandern.

## Leben
Johann Jakob von Mühlen war ein Sohn des Frankfurter Garnisonskommandanten Philipp Carl Müller (1669–1720), der angeblich aus dem Geschlecht der Freiherren von Mühlen stammte. Deshalb wurde das Wappen der vogtländischen von Mühlen geführt. Seine Mutter war Susanna Maria von Damm (1671–1742).
Nach seiner Schulausbildung entschied er sich für eine Laufbahn in der Hessen-kasselschen Armee und war 1712 Fähnrich im Regiment „Graf Daun“. 1726 wechselte er in das Regiment „Waldeck“, bevor er 1742 zum Oberst und 1755 zum Generalmajor ernannt wurde. Während des Siebenjährigen Krieges war er Kommandant der Festung Ypern.
1753 wurde er Herr auf dem Gut Kauern, nahe der Stadt Greiz im thüringischen Vogtland.
Er war verheiratet mit Charlotte von Boxberg (1720–1786), Hofdame der Fürstin von Waldeck. Aus der Ehe stammen die Kinder Carl Johann Philipp (1745–1837, niederländischer Hauptmann), Louisa (1749–1823, ∞ Friedrich Maximilian von Lersner) und Christian Ferdinand (1761–1852, Hessen-Darmstädtischer Major und Kammerherr).